# Irisbus Cristalis
De Irisbus Cristalis is een low floor-trolleybus, geproduceerd door de Franse busfabrikant Irisbus. De bus werd van 2002 tot 2011 gebouwd en is de opvolger van de Renault ER 100.
Dus bus werd geproduceerd in de Franse stad Rothois bij dochteronderneming Heuliez Bus in samenwerking met Alstom en Michelin. De trolleybus werd gezien als zeer innovatief, omdat het de eerste bus was met wielmotoren. In 2010/2011 werd besloten om de productie en verdere ontwikkeling van de Cristalis stop te zetten, omdat deze te duur zou zijn geworden.
Er bestaan drie versies:
- ETB 12; 12m bus
- ETB 18; 18m bus
- ETB 18,5; 18,5m bus

## Technische specificaties
| Lengte                      | 11 979 mm                  | 17 980 mm                  | 18 430 mm                  |                      |                      |                      |                      |
| Breedte                     | 2 550 mm                   | 2 550 mm                   | 2 550 mm                   |                      |                      |                      |                      |
| Hoogte                      | 3 400 mm                   | 3 400 mm                   | 3 400 mm                   |                      |                      |                      |                      |
| Wielbasis                   | 6 120 mm                   | 5 355 / 6 675 mm           | 5 355 / 6 675 mm           |                      |                      |                      |                      |
| Vooroverbouw                | 2 700 mm                   | 2 700 mm                   | 3 150 mm                   |                      |                      |                      |                      |
| Achteroverbouw              | 3 160 mm                   | 3 160 mm                   | 3 160 mm                   |                      |                      |                      |                      |
| Instaphoogte voor           | 320 mm                     | 320 mm                     | 320 mm                     |                      |                      |                      |                      |
| Instaphoogte midden         | 320 mm                     | 320 mm                     | 320 mm                     |                      |                      |                      |                      |
| Instaphoogte achter         | 320 mm                     | 320 mm                     | 320 mm                     |                      |                      |                      |                      |
| Draaicirkel (buitendraai)   | 11 156 mm                  | 11 553 mm                  | 11 975 mm                  |                      |                      |                      |                      |
| Draaicirkel (binnendraai)   | 9 505 mm                   | 10 163 mm                  | 10 453 mm                  |                      |                      |                      |                      |
| Elektrische aandrijving     | Alstom                     | Alstom                     | Alstom                     |                      |                      |                      |                      |
| Motor                       | 2x 80 kW hub motors Euro 4 | 4x 80 kW hub motors Euro 4 | 4x 80 kW hub motors Euro 4 |                      |                      |                      |                      |
| Versnellingsbak             | Automaat Voith of ZF       | Automaat Voith of ZF       | Automaat Voith of ZF       | Automaat Voith of ZF | Automaat Voith of ZF | Automaat Voith of ZF | Automaat Voith of ZF |
| Aantal zitplaatsen1         | 22 personen                | 29 tot 33 personen         | 29 tot 33 personen         |                      |                      |                      |                      |
| Maximaal aantal passagiers2 | ca. 97 personen            | ca. 130 personen           | ca. 133 personen           |                      |                      |                      |                      |

1= afhankelijk van het aantal deuren en stoelindeling; 2= inclusief staanplaatsen

## Inzet
In Nederland komt deze bus niet voor. De bus komt wel voor in onder andere Frankrijk en Italië.
| Land      | Bedrijf | Type   | Serie                   | Aantal | Inzet         | Opmerking |
| --------- | ------- | ------ | ----------------------- | ------ | ------------- | --------- |
| Frankrijk | STAS    | ETB 12 | 111 - 121               | 11     | Saint-Étienne |           |
| Frankrijk | STCL    | ETB 12 | 101 - 127               | 27     | Limoges       |           |
| Frankrijk | TCL     | ETB 12 | 1801 - 1869             | 69     | Lyon          |           |
| Frankrijk | TCL     | ETB 18 | 1901 - 1927 2901 - 2928 | 55     | Lyon          |           |
| Italië    | ATM     | ETB 18 | 400 - 409               | 10     | Milaan        |           |

## Externe link

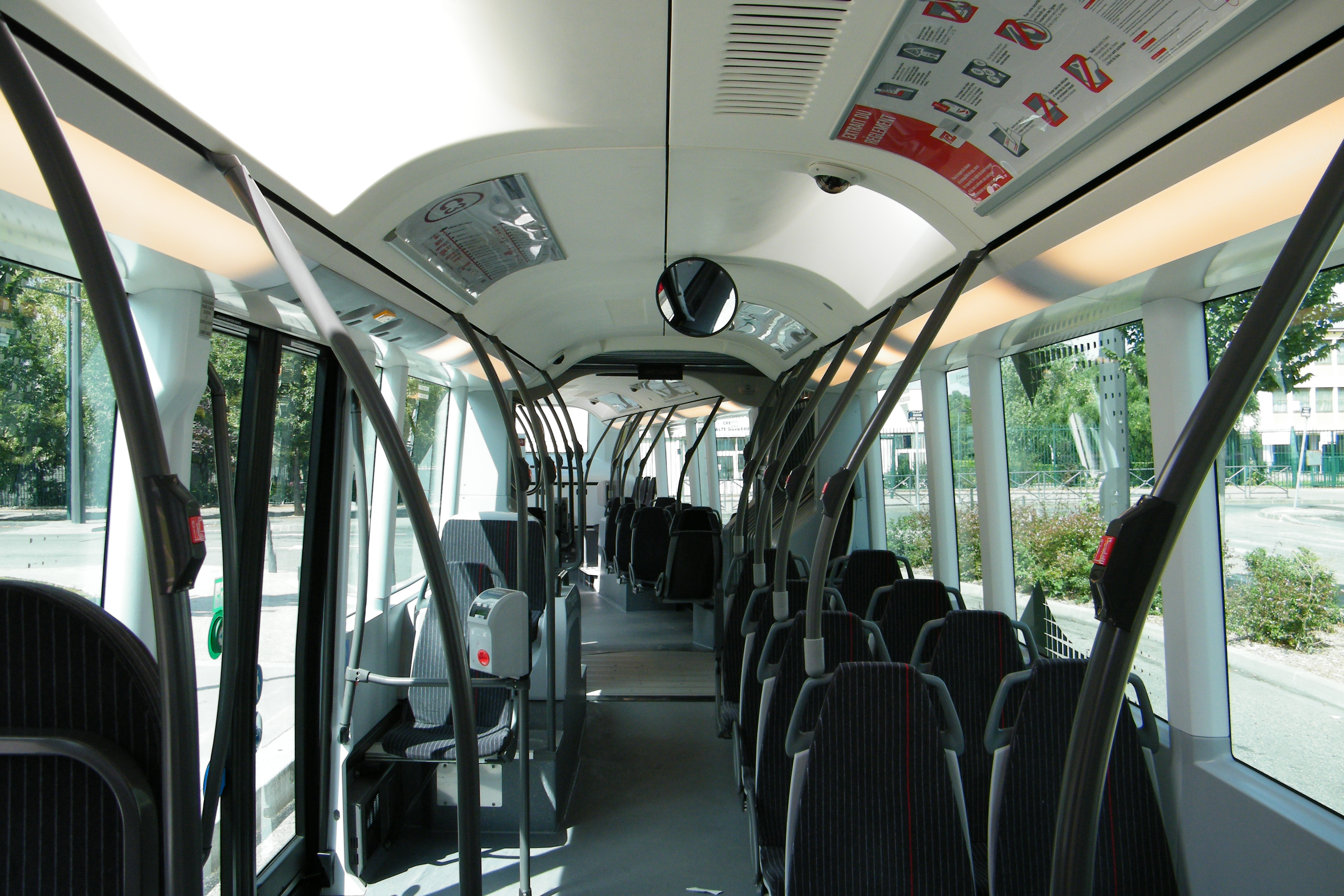
Interieur van de Cristalis ETB 18